# Bollmannia
Bollmannia – rodzaj ryb z rodziny babkowatych.

## Klasyfikacja
Gatunki zaliczane do tego rodzaju:
- Bollmannia boqueronensis
- Bollmannia chlamydes
- Bollmannia communis
- Bollmannia eigenmanni
- Bollmannia gomezi
- Bollmannia litura
- Bollmannia macropoma
- Bollmannia marginalis
- Bollmannia ocellata
- Bollmannia stigmatura
- Bollmannia umbrosa